# Miguel Paz Barahona
Miguel Paz Barahona, médico cirujano y político hondureño, trigésimo sexto Presidente Constitucional de la república de Honduras en el periodo 1925 a 1929 y presidente del Congreso Nacional entre 1933-1934.

## Biografía
Miguel Paz Barahona nació el 4 de septiembre de 1863 en la localidad de Pinalejo jurisdicción del municipio de Quimistán, departamento de Santa Bárbara y falleció en 11 de noviembre el 1937, en la ciudad de San Pedro Sula, departamento de Cortés, Honduras. Hijo del matrimonio entre Desiderio Paz y la señora Isabel Barahona Leiva. En 1891 contrajo nupcias con Mariana Leiva Castro, en la localidad de Santa Cruz de Yojoa. 

### Familiares
Miguel Paz Barahona era primo hermano de los expresidentes abogado y general Luis Bográn y doctor Francisco Bográn Barahona. Era tío en segundo grado del Dr. Jesús Aguilar Paz
Su hermana Mucia Paz Barahona estuvo casada con William Alger.

## Estudios y vida política
Paz Baraona, obtuvo el título en Medicina y cirugía por la Universidad de San Carlos, en la República de Guatemala. 
- Fue ministro de Fomento en la administración presidencial de su primo hermano Francisco Bográn Baraona (1919-1920)
- Fue presidente de Honduras desde el 1 de febrero de 1925 hasta el 1 de febrero de 1929. Baraona fue miembro del Partido Nacional de Honduras (PNH).[2]

## Su gobierno constitucional
El Partido Nacional de Honduras nombró a Paz Baraona como su candidato presidencial en 1924; su contendiente fue el doctor Policarpo Bonilla del Partido Liberal Constitucional, mientras el otro partido político mayoritario, el Partido Liberal de Honduras (PLH), rehusó nombrar un candidato oficial en tales elecciones, lo que le permitió a Baraona ganar la elección con el 99 % de los votos. 
En su administración se realizó el "Contrato Alcerro-King" celebrado entre su Ministro de Hacienda, el doctor Ramón Alcerro Castro y el representante de los tenedores de bonos de Londres Mr. Arthur William King, este tratado beneficiaba enormemente las condiciones del país, con respecto a la deuda internacional. Su gobierno fue atacado por las fuerzas revolucionarias del General Gregorio Ferrera, quien fue obligado a retirarse hacia las fronteras hondureño-guatemaltecas. Mediante Decreto n.º 102 de fecha 3 de abril de 1926 deja de ser el dólar estadounidense (US$) moneda oficial del país; por consiguiente, quedando el Lempira como moneda oficial de la república de Honduras, quedando ratificado el cambio de L 2.00 por 1 dólar. Durante su gobierno en 1928 se fundó la primera radio en Honduras, Tropical Radio, ocho años después de que Estados Unidos de América fundara su primera radio en Detroit (1920). Baraona, fue sucedido en 1929 por el Doctor Vicente Mejía Colindres candidato del Partido Liberal de Honduras (PLH) quien ganó las elecciones.

### Presidente del Poder Legislativo
Entre los años 1933 a 1934 fue presidente del Congreso Nacional de Honduras.

## Homenaje póstumo
La escuela Miguel Paz Baraona fue nombrada en su honor.
De igual forma existe una Logia Masónica que lleva su nombre para honrarlo, la Logia Miguel Paz Baraona n.º 2 así como el barrio Paz Baraona, ambos en la ciudad de San Pedro Sula.

## Gabinete de gobierno
| Gabinete de Gobierno                          | Gabinete de Gobierno                                         | Gabinete de Gobierno |
| --------------------------------------------- | ------------------------------------------------------------ | -------------------- |
| cargo                                         | Nombre                                                       | Período              |
|                                               |                                                              |                      |
| Vicepresidente                                | Presentación Quezada                                         | 1925-1929            |
| Secretario de Gobernación, Justicia y Sanidad | Juan Manuel Gálvez/Cecilio Colindres Zepeda/José María Casco | 1925-1929            |
| Secretario de Relaciones Exteriores           | Salvador Aguirre/ Fausto Dávila                              | 1925-1929            |
| Secretario de Guerra, Marina y Aviación       | Francisco Martínez Funez/Vicente Tosta Carrasco              | 1925-1929            |
| Secretario de Hacienda y Crédito Público      | Ramón Alcerro Castro/Octavio R. Ugarte/Federico Boquín B.    | 1925–1929            |
| Secretario de Instrucción Pública             | Antonio C. Rivera/Presentación Centeno                       | 1925–1929            |
| Secretario de Trabajo, Fomento y Agricultura  | Rafael Díaz Chávez/Ing. Miguel R. Moncada                    | 1925–1929            |

## Ascendencia
Bosquejo del árbol genealógico del doctor Miguel Paz Baraona. 
|  |                                   |  |  |  |  |  |  |  |  |  |  |  |  |  |  |  |
|  | 2. Desiderio Paz                  |  |  |  |  |  |  |  |  |  |  |  |  |  |  |  |
|  |                                   |  |  |  |  |  |  |  |  |  |  |  |  |  |  |  |
|  |                                   |  |  |  |  |  |  |  |  |  |  |  |  |  |  |  |
|  | 1. Miguel Paz Baraona (1852-1926) |  |  |  |  |  |  |  |  |  |  |  |  |  |  |  |
|  |                                   |  |  |  |  |  |  |  |  |  |  |  |  |  |  |  |
|  |                                   |  |  |  |  |  |  |  |  |  |  |  |  |  |  |  |
|  | 6. Atiliano Barahona              |  |  |  |  |  |  |  |  |  |  |  |  |  |  |  |
|  |                                   |  |  |  |  |  |  |  |  |  |  |  |  |  |  |  |
|  |                                   |  |  |  |  |  |  |  |  |  |  |  |  |  |  |  |
|  | 3. Isabel Barahona Leiva          |  |  |  |  |  |  |  |  |  |  |  |  |  |  |  |
|  |                                   |  |  |  |  |  |  |  |  |  |  |  |  |  |  |  |
|  |                                   |  |  |  |  |  |  |  |  |  |  |  |  |  |  |  |
|  | 7. Hilaria Leiva España           |  |  |  |  |  |  |  |  |  |  |  |  |  |  |  |
|  |                                   |  |  |  |  |  |  |  |  |  |  |  |  |  |  |  |
|  |                                   |  |  |  |  |  |  |  |  |  |  |  |  |  |  |  |